# Álvaro de Mendaña
Pour les articles homonymes, voir Álvaro et Neira.
Álvaro de Mendaña y Neira (ou Neyra), né le 1er octobre 1542 à Congosto dans la province de León et mort le 18 octobre 1595 dans les îles Santa Cruz, est un navigateur et explorateur espagnol, connu principalement pour deux des premières expéditions répertoriées à travers le Pacifique, en 1567 et 1595. Ses voyages lui font découvrir plusieurs archipels, dont les îles Marquises, les îles Cook et les Salomon. Né le 1er octobre 1542 à Congosto, dans la région d'El Bierzo en Espagne, il est le neveu de Lope García de Castro, vice-roi du Pérou. Il meurt le 18 octobre 1595 à Nendo, dans les îles Santa Cruz, un archipel des îles Salomon.

## À la recherche deTerra Australis
L'origine des expéditions dans l'océan Pacifique trouve racine dans la recherche de nouvelles terres et richesses. 
En 1557 arrive au Pérou le soldat espagnol Pedro Sarmiento de Gamboa. Celui-ci découvre la civilisation Inca — il écrira plus tard une Histoire des Incas — et ses légendes d'or et de richesses trouvées sur des terres plus à l'ouest. 
Sarmiento propose à Lope García de Castro, gouverneur provisoire de la vice-royauté du Pérou de 1564 à 1569, de monter une expédition maritime pour trouver des terres dans le Pacifique. À cette époque, la croyance en l'existence d'une Terra Australis Incognita est répandue, et Castro accepte la proposition. 
Le gouverneur peut aussi avoir voulu profiter d'un moyen de maintenir la paix et l'ordre au Pérou en incitant les éléments « agités et perturbateurs » à se joindre à de tels voyages d'exploration pour les éloigner. L'éventualité de s'enrichir rapidement rendait ces expéditions attrayantes pour ces hommes, souvent issus des couches les plus pauvres de la société.
Toutefois, le commandement de l'expédition n'est pas attribué à Sarmiento de Gamboa : à sa grande déception, c'est un neveu du gouverneur, Álvaro de Mendaña de Neira, qui est nommé capitaine général malgré son jeune âge et sa moindre expérience. Sarmiento est nommé « cosmographe » , bien que dans le récit qu'il en fera par la suite, il se décrit comme le capitaine du vaisseau amiral, et au moins au même niveau que le pilote en chef et navigateur Hernán Gallego. 
Alors que la priorité de Sarmiento est la découverte de richesses, celle de Mendaña est la conversion des « païens » au christianisme. Ceci crée des divisions profondes au sein du commandement espagnol, avant même le départ de l'expédition.

## Premier voyage: 1567-1569
Le 20 novembre 1567, les deux navires composant l'expédition quittent le port de Callao, avec environ 150 marins, soldats, prêtres et esclaves à bord. Il s'agit du Los Reyes (nave capitana ou navire amiral) jaugeant 200 tonneaux, et le Todos Santos (nave almiranta ou navire secondaire) de 140 tonneaux.
Après avoir aperçu une petite île à la mi-janvier (probablement l'atoll de Nui, aujourd'hui dans les Tuvalu), les navigateurs arrivent en vue d'une île plus importante le 7 février 1568, qu'ils baptisent Santa Isabel de la Estrella (Sainte Isabelle de l'Étoile). Ils y débarquent quelques jours plus tard. L'expédition vient de découvrir un archipel qu'ils nomment Islas Salomon — les îles Salomon. 
Les Espagnols entrent immédiatement en contact avec les autochtones. Les relations, cordiales au début, s'enveniment rapidement à cause des besoins de l'expédition en eau et en nourriture fraîche, les insulaires étant incapables de fournir des vivres après un certain temps. Les conflits portent principalement sur les porcs, dont les nouveaux arrivants ont désespérément besoin mais qui sont aussi importants pour l'économie locale. Les Espagnols sont également horrifiés de découvrir que les insulaires sont des cannibales quand on leur offre « un quart de garçon avec le bras et la main », que les insulaires pressent Mendaña de manger.
Après avoir construit un petit brigantin, les îles environnantes de Malaita, Guadalcanal, Makira (baptisée San Cristobal) et Choiseul sont explorées. Cependant, les tentatives de troc contre de la nourriture conduisent là encore au même cycle d'accueil amical, de malentendus, de retraites maussades, de réconciliations occasionnelles, de vols et de représailles violentes. 
Finalement, une assemblée se tient le 7 août 1568 entre les capitaines, pilotes, soldats et marins pour décider de la suite de l'expédition. Mendaña souhaite continuer à explorer plus au sud, tandis que Sarmiento de Gamboa et plusieurs soldats demandent la création d'une colonie. Mais en définitive, décision est prise de retourner au Pérou.
Les deux navires naviguent vers le nord puis l'est, passant les îles Marshall et l'atoll Wake, avant d'atteindre la côte mexicaine fin janvier 1569. Le voyage de retour est long et difficile, avec de nombreux décès dus au scorbut.
Le résultat principal de l'expédition est la découverte par les Européens des îles Salomon et de Tuvalu. Les navigateurs acquièrent également une expérience de navigation précieuse pour l'Espagne, notamment en traversant le vaste Pacifique Sud depuis le Pérou. Ces découvertes conduiront à des expéditions successives à la recherche de Terra Australis, tant par Mendaña lui-même que par Pedro Fernandes de Queirós.
Cependant, la Grande terre du Sud n'est pas encore atteinte par les Européens. Les îles découvertes, désormais communément appelées les îles Salomon, n'avaient révélé que peu indices sur la présence d'or. Il n'y avait pas d'épices et les habitants ne s'étaient pas convertis au christianisme.

## Second voyage: 1595-1596
Álvaro de Mendaña met plus de vingt ans à monter une seconde expédition, après des années à courtiser les faveurs de Madrid et de Lima. Il réussit finalement à organiser une expédition beaucoup plus grande et coûteuse au début des années 1590. Quatre navires et 378 hommes, femmes et enfants doivent établir une colonie aux Îles Salomon. 
Mais là encore, les dirigeants de ce voyage ont « des personnalités très divergentes ». Mendaña est de nouveau aux commandes, accompagné de sa femme Doña Isabel Barreto, et des trois frères de celle-ci et d'une sœur. Le pilote en chef est un jeune navigateur portugais au service de l'Espagne, Pedro Fernandes de Queirós. Mendaña demande à Queirós de préparer des cartes pour ses capitaines qui ne montrent que le Pérou et les îles Salomon. Un ancien soldat, Pedro Merino Manrique, est choisi comme « maestre de campo », mais il provoque des conflits avant même le départ de la flotte.
Les quatre navires, le San Gerónimo (nave capitana), le Santa Ysabel (nave almiranta), la frégate Santa Catalina, plus petite, et la galiote San Felipe quittent Callao le 9 avril 1595. Le moral est au beau fixe le premier mois, quinze mariages étant célébrés.
Le 21 juillet 1595, les navires atteignent un nouvel archipel. Mendaña le nomme « Las Islas Marquesas Don García Hurtado de Mendoza y Canete » d'après le nom du vice-roi du Pérou de l'époque, García Hurtado de Mendoza, marquis de Cañete. Abrégé en Islas Marquesas, c'est de nos jours l'archipel des Marquises. La première île aperçue est celle de Tahuata, qu'il nomme Santa Cristina, mais les marins ne trouvent pas de lieu pour débarquer. Ils continuent jusqu'à l'île de Fatuiva (Magdalena), où quatre cents personnes les accueillent en canoë. Si les Espagnols admirent leurs « formes gracieuses » et leur teint « presque blanc », et après un abord amical et des échanges de cadeaux, les insulaires commettent ce que les Européens considèrent comme des vols. Les relations se détériorent, et dans l'escarmouche qui suit huit Marquisiens sont tués, dont un chef âgé.
Du 27 juillet au 5 août 1595, Mendaña séjourne sur l'île de Hiva Oa (Dominica). Là aussi, des conflits éclatent et le plan de conquête et de colonisation échoue en raison de la résistance farouche des insulaires. Lorsque l'expédition repart, Queirós estime que deux cents Marquisiens ont été tués.
Mendaña est confiant et estime que les îles Salomon sont proches. Elles sont pourtant encore à près de 12 000 km, et il lui faudra plus d'un mois pour les atteindre. Entre-temps, le Santa Ysabel disparait et, malgré les recherches effectuées par les deux plus petits navires, il ne peut être retrouvé.
Une terre est aperçue à nouveau le 8 septembre : c'est cette fois l'île de Nendo, qu'il baptise Santa Cruz. Les Espagnols établissent une colonie dans une baie qu'ils nomment Graciosa, nom qu'elle porte toujours aujourd'hui. Les relations avec les insulaires et leur chef Malope commencent bien, avec la fourniture de vivres et une aide à la construction de bâtiments. 
Cependant, le moral des Espagnols est bas et la maladie (sans doute le paludisme ) sévit. Certains soldats assassinent  délibérément des villageois afin de provoquer des hostilités et ainsi forcer l'abandon de la colonie, et des pétitions séditieuses sont signées. Mendaña réagit et, sur son ordre, le maestre de campo Pedro Manrique, chef des mécontents, est abattu en sa présence. Le même jour, le meilleur allié des Espagnols, Malope, est tué par une partie de la bande de Manrique. Les relations avec les insulaires se détériorent rapidement.
Dévastée par des divisions internes et un nombre croissant de morts, la colonie commence à s'effondrer. Mendaña lui-même meurt le 18 octobre 1595, laissant sa femme comme héritière et gouverneur, et son beau-frère Lorenzo comme capitaine général. Le 30 octobre, décision est prise d'abandonner la colonie. Au départ des trois navires le 18 novembre 1595, quarante-sept personnes sont mortes en un mois.
Pedro Fernandes de Queirós réussit à amener le San Gerónimo en toute sécurité aux Philippines sans l'aide de cartes, arrivant dans la baie de Manille le 11 février 1596. Plus de cinquante personnes sont mortes au cours du voyage de douze semaines depuis le départ de Santa Cruz, en partie à cause du manque de vivres et du refus supposé de Doña Isabel de partager sa réserve privée de nourriture et d’eau. La frégate Santa Catalina, transportant le corps de Mendaña, a disparu pendant le voyage, tandis que la galiote San Felipe arrive finalement à l'extrémité sud de Mindanao quelques jours plus tard.

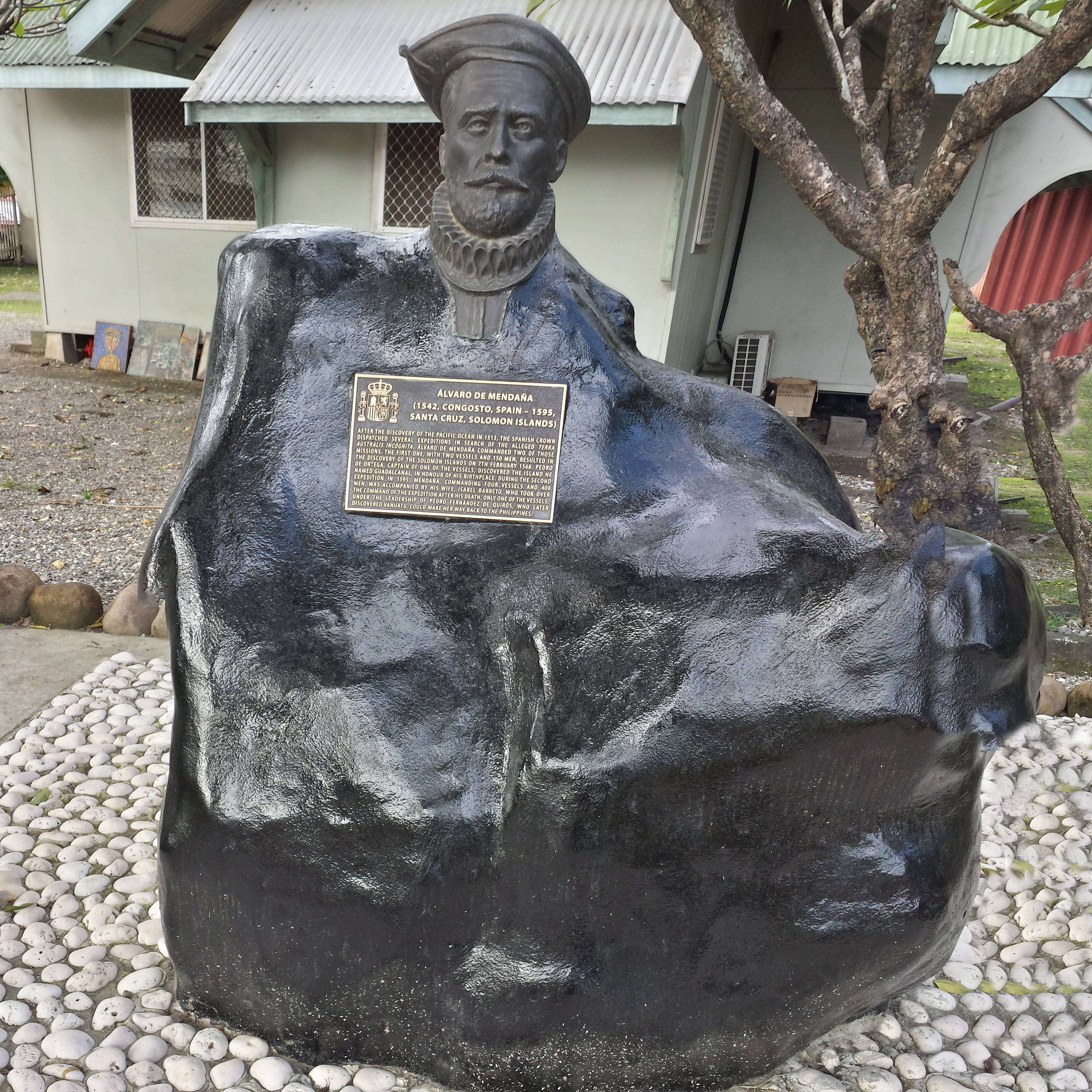
Buste de Mendaña au museum national des îles Salomon, à Honiara.

## Suites
Sur les 378 voyageurs qui ont quitté le Pérou, une centaine a survécu, mais dix autres meurent peu après leur arrivée à Manille. Là-bas, Doña Isabel Barreto est honorée, et Queirós félicité pour ses services rendus. Ils sont dégagés de toute responsabilité dans les meurtres de Santa Cruz. Trois mois plus tard, Doña Isabel épouse le général Fernando de Castro, cousin du gouverneur des Philippines. Elle continuera à défendre ses droits sur les îles Salomon, car le roi aurait accordé le droit de coloniser les îles à Queirós. Elle décède en 1612. 
De retour au Pérou en juin 1597, Queirós commence à préparer son retourner aux îles Salomon, dirigeant la prochaine expédition espagnole en 1605. Laquelle échouera également, mais conduira à la découverte des îles Pitcairn et des Vanuatu qui seront explorées, et même brièvement colonisée dans le cas d'Espiritu Santo. Queirós retrouve les Salomon en 1606, mais n'est pas en mesure d'établir une colonie. Les Salomon ne seront à nouveau visités par des Occidentaux qu'en 1767, lorsque Philip Carteret apercevra les îles Santa Cruz et Malaita.

L'histoire du second voyage de Mendaña est racontée dans « The Islands of Unwisdom » (Les Iles de la déraison), un roman historique de Robert Graves.